# Austrijska spomen služba žrtvama holokausta
Austrijska spomen služba žrtvama Holokausta (AHMS) alternativa je služenju regularnog vojnog roka uspostavljena 1992. godine, koja se obavlja u inostranstvu u trajanju od najmanje 12 meseci. Ova služba se pretežno obavlja u spomen mestima Holokaustu. Nemačko ime je Gedenkdienst (Memorijalna služva). Ova organizacija je zainteresovana za korene i rezultate nacizma i stara se o žrtvama nacizma. Women can participate since 2013.

## Nosioci službe
Tri organizacije spomen službe čine širom sveta jedinstvenu mrežu, za spomen mesta i muzeje holokausta, koji žele da koriste njihovu pomoć u arhivama, bibliotekama itd. Namera spomen službe je da naglasi sukrivicu Austrije za holokaust, i da svi mi postanemo svesni odgovornosti, da se borimo da se to nikada više ne dogodi. (Izvod iż govora bivšeg austrijskog kancelara, Franca Vranickog, u Jerusalimu, jun 1993)

## Istorija

### Predistorija od 1980.
Politolog iz Insbruka i šef naučnog odeljenja Instituta za savremenu istoriju u Braunau, Andreas Maislinger, angažovao se od kraja 1970-ih godina za zakonsko utemeljenje mogućnosti služenja vojne službe na ovaj način, čiji je cilj bio rasvetljavanje činjenica o holokaustu. Dana 10. oktobra 1980 godine dobio je mogućnost da, na poziv Antona Pelinke, predstavi svoj projekat „Civilno služenje vojnog roka u Aušvicu” u emisiji ORF-a „Kreuzverhör” koju je vodila Dolores Bauer. Tadašnji predsednik Austrije Rudolf Kirhšleger odbio je njegov predlog sa obrazloženjem da „ne postoji greh Austrijanaca u Aušvicu”. Kasnije je Kirhšleger priznao „pozitivan rezultat” spomen službe, za koju se izborio Maislinger.
1980/81 je Maislinger zajedno sa Joahimom Šlerom bio volonter u referatu za Poljsku, nemačke organizacije „Aktion Suehnezeichen Friedensdienste”, koji su vodili Folker von Terne i Kristof Hojbner. U muzeju „Aušvic-Birkenau” bio je zadužen za vođenje nemačkih omladinskih grupa. Posle povratka bio je još čvršćeg ubeđenja da bi trebalo da ostvari sličan program i u Austriji. U tome su ga pre svih podržali Simon Vizental, Tedi Kolek, Ari Rat, Herbert Rozenkranc, Gerhard Retler i Karl Pfaifer. Jedan od Retlerovih sinova je kasnije služio u spomen službi i Pfaifer je objavio jedan intervju u novinama izraelske kulturne zajednice „Zajednica”.

### Realizacija 1991.
Konačno, u maju 1991. Andrejas Maislinger je obavešten pismom austrijskog ministra unutrašnjih poslova Franca Lešnaka, da je austrijska vlada odobrila spomen službu kao alternativu civilnom služenju vojnog roka i da će sredstva potrebna za to, do određenog okvira, obezbediti ministarstvo unutrašnjih poslova Austrije. 1.septembra 1992 stupio je na službu, u muzeju „Aušvic-Birkenau” prvi vojni obveznik.

### Nadređena udruženja za podršku austrijskoj službi u inostranstvu
Pod ministrom unutrašnjih poslova Ernstom Štraserom je 2001. osnovano udruženje za pomoć austrijskoj službi u inostranstvu, koji dodeljuje sredstva, nezavisnim nosiocima službe kao što je na primer „Austrijska služba u inostranstvu”.

## Priznanja
„Kao nekadašnji politički zatvorenik u nacističkom koncentracijonom logoru i kao istoričar drugog svetskog rata, želim da iskoristim počast da govorim u parlamentu i da se iz sveg srca zahvalim svim Austrijancima koji su se istrajno založili da se prošlost ne zaboravi. Pri tome se posebno zahvaljujem ljudima iz Arhiva austrijskog otpora pod vođstvom prof. Volfganga Nojgebauera, austrijskoj zajednici logoraša Mauthausen-a, austrijskoj spomen službi, i takođe opštinama Gusen, Langenstein i St. Georgen u Gornjoj Austriji, kao i radnoj zajednici „Domovine, Sećanja i negovanja istorije”

## Udruženja

### Udruženje „Spomen služba”
Valter Gugenberger, Andreas Hertnagl i Andreas Maislinger su 1992 osnovali udruženje „Spomen služba”, čiji je cilj da se rasvetle uzroci holokausta i njegove posledice. Udruženje organizuje izbor i brigu o mladima, koji služe civilni vojni rok i koji su se prijavili na jedno od 20 mesta u inostranstvu pre, tokom ili posle njihove civilne službe. O ulozi Austrijanaca kao izvršioca,žrtve ili posmatrača se pritom posebno vodi računa. Žene imaju takođe mogućnost da kao dobrovoljci provedu jednu godinu u spomen službi u okviru „Evropske dobrovoljne službe”. Ženski dobrovoljci su prvi put 2008 godine finansirani iz novoformiranog „Mezei Fond-a”, koji je nastao sa ciljem, da se i ženama omogući, da pod istim uslovima kao i muškarci obavljaju taj posao.

### Udruženje „Nikada ne zaboraviti” od 1994.
Udruženje nudi mesta na ukupno 19 spomenobeležja u Nemačkoj i Poljskoj. Udruženje karakteriše da je organizacija posla vrlo jednostavna i nema previše učesnika. Udruženje je aktivno u radu sa mladima, sa ciljem da se prošlost nikada ne zaboravi i takođe je saosnivač simpozijuma „Hermann Langbein” za edukaciju o nacizmu.

### Udruženje za službu u inostranstvu od 1998, Austrijsko udruženje inostrane službe od 2005.
Andreas Maislinger i Andreas Hertnagl 1997 nisu ponovo izabrani za rukovodioce udruženja „Spomen služba”, tako da su oni posle dugotrajnih konflikata sa novim rukovodstvom udruženja, u januaru 1998 formirali udruženje za službu u inostranstvu koja je 2005 godine preimenovano u „Austrijska služba u inostranstvu” (Österreichischer Auslandsdienst).

## Odlikovanja
Godine 2005. je osnivač Austrijske spomen službe žrtvama Holokausta, Andreas Maislinger, primio Orden za službu Republici Austriji u srebru od predsednika Austrije, Hajnca Fišera, i Medalju za zasluge države Tirol od Herviga van Sta i Luisa Durnvaldera.
Dana 8. novembra 2009 Maislinger je nagrađen Nagradom za životno delo za „njegovih 10 godina borbe za sticanje zvaničnog priznanja alternativne, filantropske službe” na Godišnjoj večeri Muzeja holokausta u Los Anđelesu zajedno sa preživelim zatvorenikom holokausta i producentom Šindlerove liste Brankom Lastigom.

## Literatura
- "Friedensbewegung in einem neutralen Land. Zur neuen Friedensbewegung in Österreich. (Peace movement in a neutral country. Related to the new peace movement in Austria.) In: Medienmacht im Nord-Süd-Konflikt". (The power of media in the north – south conflict.) Suhrkamp, Frankfurt am Main 1984  3-518-11166-3
- "'Neue' Österreichische Friedensbewegung". ("New“ Austrian Peace Movement.) In: Österreichisches Jahrbuch für Politik 1983. (Austrian Annual for Politics 1983.) Vienna, 1984
- "Das katholisch-konservative Lager". (The catholic – conservative side.) In: Widerstand und Verfolgung in Tirol 1934–1945, Band 2. ÖBV, (Resistance and Persecution in Tirol 1934–1945, Band 2. Austrian book publisher), Vienna 1984  3-215-05368-3
- "'Den Nationalsozialisten in die Hände getrieben'. Zur Geschichtspolitik der SPÖ von 1970 bis 2000". ("Drifted into the National Socialists Hands“. Related to the history politics of the Socialists in Austria from 1970 to 2000.) In: Europäische Rundschau, (European review), number 3/2001
- Costa Rica. Politik, Gesellschaft und Kultur eines Staates mit ständiger aktiver und unbewaffneter Neutralität. (Costa Rica, Politics, Society and Culture of a State with Continuous Active and Unarmed Neutrality.) Inn-Verlag, Innsbruck 1986  3-85123-091-4
- Der Putsch von Lamprechtshausen. Zeugen des Juli 1934 berichten. (The Putsch of Lamprechtshausen. Report of Witness to July, 1934), Self - published, Innsbruck 1992  3-901201-00-9
- Maislinger, Andreas (децембар 1979). „Internationale Jugendbegegnungsstätte Auschwitz” [The International Youth Meeting Center in Auschwitz]. Kritisches Christentum (на језику: немачки). 33. Архивирано из оригинала 2013-10-04. г.
- „Brief von Dr. Rudolf Kirchschläger an Dr. Andreas Maislinger, Wien 3. Februar 1995” (на језику: немачки). Архивирано из оригинала 2013-10-29. г.
- Ennemoser, Magdalena (2023-05-12). „Vorsitzender Andreas Maislinger verlässt Auslandsdienst”. Tiroler Tageszeitung Online (на језику: немачки). Приступљено 2023-05-18.
- Austrian Town of Hitler's Birth Aims to Transform 'the Burden' Архивирано 2011-05-31 на сајту , Paul Watson, Los Angeles Times (13 January 2001)
- History as responsibility - House of Responsibility Архивирано 2004-11-03 на сајту
- Paulitsch, Linda (2023-05-10). „Gedenken und Terror”. www.falter.at (на језику: немачки). Приступљено 2023-05-11.
- „Psychoterror im Auslandsdienst? Schwere Vorwürfe gegen Leiter”. www.puls24.at (на језику: немачки). Приступљено 2023-05-11.
- Kleinrath, Josef (2023-05-10). „Schwere Vorwürfe gegen Auslandsdienste-Chef”. kurier.at (на језику: немачки). Приступљено 2023-05-11.
- „Vorwürfe gegen Leiter des Auslandsdienst - ZIB 1 vom 09.05.2023 um 19:30 Uhr”. ORF-TVthek (на језику: немачки). Приступљено 2023-05-11.
- „Reply to a parliamentary question” (PDF) (на језику: немачки). стр. 1684. Приступљено 20. 11. 2012.
- „Austrian Acknowledgement of Guilt for Holocaust Welcomed by Survivors”. Jewish Telegraphic Agency.
- Professor Pan Guang received Austrian Holocaust Memorial Award Архивирано јануар 4, 2011 на сајту
- High Austria distinction for Alberto Dines, Brazilian journalist and biographer of Stefan Zweig
- Virginia Holocaust Museum co-founder honored by Austria Архивирано мај 14, 2010 на сајту , Richmond Times-Dispatch, May 11, 2010

## Spoljašnje veze
- „Harald Edinger”. Voices on Antisemitism. United States Holocaust Memorial Museum. 1. 1. 2009.